# 3925 Tretʹyakov
3925 Tretʹyakov è un asteroide della fascia principale del diametro medio di circa 41,86 km. Scoperto nel 1977, presenta un'orbita caratterizzata da un semiasse maggiore pari a 3,1574673 UA e da un'eccentricità di 0,1930142, inclinata di 15,61329° rispetto all'eclittica.